# Тотальное шоу
«Тотальное шоу» — музыкальная телепередача, выходившая в прямом эфире телеканала MTV Россия по будним дням с 1 июля 2002 по 1 апреля 2005 года. В 2002—2004 годах шоу выходило в 15:00, в 2005 году — в 16:00. На передачу приглашались певцы, певицы и поп-группы, где они исполняли свои песни.

## История
1 июля 2002 года руководством MTV Россия была предпринята попытка сделать некую смесь из популярных закрытых программ «Каприз», «Бодрое утро», «Weekend Каприз» и других, так появилось «Тотальное шоу». Программа шла в прямом эфире (как почти все программы на MTV в то время), ведущим был Иван Ургант. Программа являлась юмористическо-игровым шоу, эфир одновременно с переключениями шел из студии и с улицы, где ведущими Евгением Рыбовым и Тимуром Родригезом проводились розыгрыши и первые беседы со звездными гостями. Несмотря на огромную масштабность (для съемок были использованы несколько студий закрытых программ, что делало её самой крупной передачей MTV того времени) первое время передача не была особо популярной, так как после закрытия любимых программ зритель отнесся к «Тотальному шоу» прохладно.
С 1 апреля 2003 года ведущими стали Юлия Солнечная и Иван Иллеш, затем место Юлии Солнечной заняла Ирена Понарошку. С 8 сентября 2004 года (изначально планировался на 6 сентября 2004 года) вместо Ивана Иллеша ведущим стал Юрий Пашков. 1 апреля 2005 года прошел последний выпуск, в котором была приглашена группа «Руки Вверх!». Впоследствии программа была закрыта.
В 2012 году в онлайн-журнале Afisha.ru «Тотальное шоу» с Ургантом было признано одним из главных эпизодов в истории канала MTV Россия. На сайте Роккульт в 2016 году передача вошла в список семи лучших MTV-шоу девяностых годов.